# Aeroporto de Tangará da Serra
O Aeroporto de Tangará da Serra, também conhecido como Aeroporto Joaquim Aderaldo de Souza, está localizado no município de mesmo nome com uma população de aproximadamente 101.764 (IBGE/2018). Este Aeroporto sofreu embargos pelo D.A.C. e o SERAC 6 (6º Serviço Regional de Aviação Civil) em 10 de Dezembro de 2004 tendo sido reformado meses depois e está em pleno funcionamento(sem voos comerciais) e dentro das regulamentações da D.A.C. e SEREC 6, desde 7 de Fevereiro de 2006, estando atualmente com uma pista pavimentada e estacionamento para aeronaves de pequeno e médio porte.No início de outubro iniciou a construção da sala de embarque/desembarque e base para o corpo de bombeiros.

## Características
- Latitude: 14º 39' 23" S
- Longitude: 57º 26' 55" W
- Piso: A
- Sinalização: S
- Companhias aéreas: Two Flex subsidiária da Azul Linhas Aéreas
- Distância do centro da cidade: 13,4 km
- Pista: 1500 metros
- Contato: Prefeitura Municipal
- Distância Aérea: Cuiabá 184 km; Brasília 1033 km; São Paulo 1509 km; Curitiba 1476 km
- População de Tangará Da Serra: 101.764 - IBGE/2018